# 10139 Ronsard
A 10139 Ronsard (ideiglenes jelöléssel 1993 ST4) a Naprendszer kisbolygóövében található aszteroida. Eric Walter Elst fedezte fel 1993. szeptember 19-én.